# حقوق و ادبیات (ژورنال)
حقوق و ادبیات (ژورنال) (به انگلیسی: Law and Literature (journal)) با نام پیشین مطالعات کاردوزو در حقوق و ادبیات (به انگلیسی: Cardozo Studies in Law and Literature) یک ژورنال از دانشکده حقوق کاردوزو است که در سال 1988 میلادی بنیانگذاری شده است. سردبیر این مجله پروفسور پیتر گودریچ است. اولین چاپ آن در سال 1989 و به صورت دو سالانه و با عنوان «مطالعات کاردوزو در حقوق و ادبیات» بود، با اولین شماره آن که به بیلی باد هرمان ملویل اختصاص یافته بود. این ژورنال در سال 2002 به قالب سه سالانه تغییر شکل داد. اول توسط دانشکده بنیامین کاردوزو حقوق و سپس توسط تیلور و فرانسیس منتشر شد، این یکی از معدود ژورنال‌ها در کشور هست که کاملاً بر روی جنبش‌های بین رشته‌ای که به حقوق و ادبیات شناخته می‌شود، تمرکز دارد. مقاله‌ها در حقوق خصوصی و حقوق عمومی، محدودیت و بیان خلاق، جنسیت و تعصب نژادی، هرمونیکی (روش‌های تفسیری) و موضوع‌های عمومی در آثار ادبیات در بین عنوان‌های عادی ژورنال هستند.

## منبع
مشارکت‌کنندگان ویکی‌پدیا. «Law and Literature (journal)». در دانشنامهٔ ویکی‌پدیای انگلیسی، بازبینی‌شده در ۲۰۲۴-۰۵-۳۰.